# Torowisko
Torowisko – górna powierzchnia podtorza kolejowego.
Torowisko powinno być przystosowane do:
- zbudowania nawierzchni oraz innych obiektów związanych z prowadzeniem ruchu pojazdów kolejowych, a także do wykonywania czynności związanych z utrzymaniem drogi szynowej,
- odprowadzenia wód opadowych z torowiska,
- utrzymania na odpowiedniej głębokości poziomu wód gruntowych.